# Digitalb
Die DigitAlb ist ein albanischer Medienkonzern und betreibt ein Bezahlfernseh-Programm. Der Konzern bietet Programme aus den Bereichen Nachrichten, Trickfilme, Dokumentarfilme, Serien, Hollywood-Filme über Musik, Festivals, Musicals und Erotik. Die Erotik-Programme sind nur über ein Passwort zugänglich und somit kindergesichert. Über einige Kanäle wird das Programm auch in HD-Qualität übertragen.
Tirana ist Sitz des Konzerns. Weitere Agenturen gibt es in Shkodra, Vlora, Korça in Albanien, Struga, Kičevo, Gostivar, Tetovo, Kumanovo und Skopje in Mazedonien, Pristina, Prizren, Gjilan, Peja und Mitrovica in Kosovo, Rom, Berlin, Bern, Wien, Athen, Istanbul, Stockholm und London in Europa, welche vor allem für die Diaspora errichtet wurden.

## Unternehmen
Das Unternehmen wurde am 15. Juli 2004 gegründet, seit diesem Tag werden auch Programme ausgestrahlt. Seitdem hat sich die Zahl der übertragenen Programme deutlich erhöht. DigitAlb ist Teil des Medienkonzerns Top Media.

## Programm
Folgende Programme bietet Digitalb zurzeit je nach Abonnement an:
- Top Channel HD
- Top News
- T HD
- Stinët
- My Music TV
- Bang Bang
- Çufo TV
- Junior TV
- Baby TV
- Nicktoons
- Nickelodeon
- Explorer Shkencë
- Explorer Histori
- Explorer Natyra
- National Geographic Channel HD
- 24 Kitchen
- DigitAlb 20 HD
- Gold HD
- Max HD
- EuroFilm
- Film Autor HD
- Film Hits HD
- Film Thriller
- Film Dramë
- Film Aksion HD
- Film Komedi HD
- STAR Movies
- STAR Channel
- STAR Life
- SuperSport-1 HD
- SuperSport-2 HD
- SuperSport-3 HD
- SuperSport-4 HD
- SuperSport-5 HD
- SuperSport-6 HD
- SuperSport-7 HD
- Klan HD
- ABC News HD
- Klan Plus HD
- Klan Kosova HD
- News 24
- Ora News
- RTSH-1
- Scan TV
- Dukagjini TV
- Alsat M
- RTK 1
- Kohavision
- First TV
- RTV 21
- Melody TV
- Rai 1
- Rai 2
- Italia 1
- Canale 5
- Fashion TV
- Mega TV
- Alpha TV
- Euronews
- CNN
- BBC
- ZDF
- TV 5-Monde
- Dorcel XXX HD
- Dorcel TV HD
- Playboy TV
- X1